# Crusher
Crusher – drugi singel polskiego influencera Kacpra Błońskiego, który został wydany 31 stycznia 2020.
Nagranie w Polsce otrzymało status platynowej płyty 23 grudnia 2024.

## Twórcy
Opracowano na podstawie materiałów źródłowych.
- Kacper Błoński – wokal, tekst
- Johnny_C – kompozycja, produkcja

## Lista utworów
- Digital download[1]

1. „Crusher” – 2:13

## Teledysk
Do utworu powstał teledysk, który udostępniono 31 stycznia 2020 za pośrednictwem serwisu YouTube oraz Apple Music.

## Certyfikaty i sprzedaż
| Kraj   | Certyfikat      | Sprzedaż | Data przyznania |
| ------ | --------------- | -------- | --------------- |
| Polska | platynowa płyta | 50 000+  | 23 grudnia 2024 |